# 播求
播求·班柴明（บัวขาว บัญชาเมฆ，Buakaw Banchamek，“Buakaw” (播求) 意为“白莲花”，1982年5月8日—），本名颂巴·班柴明（สมบัติ บัญชาเมฆ，Sombat Banchamek），比赛名播求Por. Puramuk（Buakaw Por. Pramuk，“Por. Puramuk”是播求所屬泰国拳馆名称），泰國籍次中量級泰拳運動員，生於泰國，2届k-1世界冠軍，泰拳战绩420战370胜125次KO对方45负5平，日本媒體稱播求為史上最強之男。

## 外部連結
- 官方网站
- 播求的Facebook專頁
- Por. Pramuk Gym官方网站
- 更新，新闻和视频
- Buakaw-Boxer,Legend,Legacy[永久]